# Kasteel Arcen
Kasteel Arcen is een dubbel omgracht kasteel in het Nederlandse dorp Arcen, provincie Limburg.

## Geschiedenis

### Den Kamp
Op de locatie van het huidige kasteel stond eerdere bebouwing met de naam Den Kamp. Bij archeologisch onderzoek in 1984 kwamen muurresten van mergelsteen tevoorschijn en scherven uit de 14e en 15e eeuw. Mogelijk wijzen deze resten op een 14e-eeuws kasteel Den Kamp dat in 1511 werd verwoest.
Het zou echter ook kunnen gaan om een versterkte hoeve in plaats van een kasteel. In 1498 werd het namelijk 'hoff op ten Kamp' genoemd, in bezit van Wynand Schenck van Nydeggen, de heer van Arcen: een hof wijst doorgaans niet op een kasteel maar op een hoeve. In een brief uit 1556 komt de kasteelbenaming 'huyss den Kamp' dan wel weer voor, maar die melding heeft betrekking op het na 1511 gebouwde kasteel Nije Huys.

### Nije Huys
Reiner van Gelre, een bastaardbroer van hertog Karel van Gelre, huwde in 1503 met Aleid, erfdochter van Wynand Schenck van Nydeggen. Hierdoor kreeg hij de beschikking over zowel het Aldt Huys als Den Kamp. Nadat Den Kamp was verwoest, bouwde Reiner tussen 1511 en 1522 op dezelfde locatie een nieuw kasteel, dat het Nije Huys wordt genoemd. In 1536 erfde zijn zoon Dirk van Gelder het kasteel Nije Huys en de heerlijkheid Arcen.
In 1646 werd het kasteel verwoest bij de belegering van Venlo.

### Herbouw
De huidige voorburcht staat op de plek van de verwoeste voorganger en werd in 1653 gebouwd door Marcelis van Gelder, heer van Arcen. Zijn kleinzoon Adolf stichtte in het begin van de 18e eeuw het huidige hoofdgebouw. Boven de poort van de voorburcht prijkt een gebeeldhouwde steen met het alliantiewapen van Gelder-van Lützenrode. Een van elders overgebrachte steen met het alliantiewapen van Gelder-van Nesselrode bevindt zich aan de zuidzijde van het plein. Het kasteel is van baksteen behalve bij de omlijsting van de hoofdingang, die uit natuursteen bestaat. Het hoofdgebouw had aanvankelijk op de Franse manier twee vooruitspringende zijvleugels, maar die aan de noordzijde is na een brand in de 19e eeuw gesloopt.
Het huidige kasteel bevindt zich in goede staat, sinds het onderdeel uitmaakt van de Kasteeltuinen van Arcen.

### Kasteeltuinen
De kasteeltuinen zijn na een faillissement in 2012 weer onder de verantwoording gekomen van de eigenaresse van het hele Landgoed Arcen, Stichting het Limburgs Landschap. Limburgs Landschap nam het park weer over en vanaf 26 april 2013 is het park weer open voor publiek.

### Doolhoven
Op het kasteeldomein zijn restanten van twee oude doolhoven gevonden. Archeologisch onderzoek heeft uitgewezen dat de twee doolhoven in ieder geval dateren van voor 1805, mogelijk zelfs uit het begin van de 18e eeuw. De archeologen stellen dat dit de oudst bekende doolhoven van Nederland zijn.